# Alchemilla acropsila
Alchemilla acropsila é uma espécie de rosácea do gênero Alchemilla, pertencente à família Rosaceae.